# Picea koyamae
Picea koyamae («Ель Коямы»; яп. ヤツガタケトウヒ или 八ヶ岳唐檜 Яцугатакэ то:хи, «Ель с гор Яцугатакэ») — хвойное дерево; вид рода Ель семейства Сосновые.
Вид назван в честь ботаника Мицуо Коямы, который открыл его в 1911 году.

## Ареал
Растёт в префектурах Нагано и Яманаси в центральной части острова Хонсю (Япония). Редчайшая из всех японских елей. Известно менее 1000 взрослых деревьев в горах Акаиси и Яцугатакэ, где они встречаются на высотах 1500—2000 метров над уровнем моря на площади около 100 кв. км.

## Ботаническое описание
Вечнозелёное дерево высотой до 20 м и диаметром ствола до 40 см. Кора молодых побегов коричневая гладкая, с возрастом становится коричнево-серой бороздчатой и отслаивается узкими полосами.
Ветви горизонтально направленные, с восходящими концами побегов. Побеги оранжево-коричневые, обычно покрыты белым восковым налётом.
Хвоинки 8—12 мм длиной и 1,5 мм шириной, в сечении ромбовидные, светло-зелёные или тёмно-голубовато-зелёные, с двумя — пятью устьичными линиями на каждой из сторон.
Шишки 4—8 см длиной и 2—2,5 см толщиной, цилиндрические или конические, с многочисленными чешуйками, красновато-пурпурные, через 5—7 месяцев после опыления, которое происходит в конце весны — начале лета, становятся светло-коричневыми. Семена чёрно-коричневые, до 3 мм длиной и 2 мм шириной, со светло-коричневыми крылышками длиной до 10 мм и шириной 5 мм.

## Хозяйственное значение и применение
При благоприятных климатических условиях можно выращивать как декоративное.
Зоны морозостойкости: 5.

## Таксономическое положение
За последнее столетие предпринимались многочисленные попытки внутриродовой классификации елей на основе морфологических признаков. Однако последние генетические исследования показывают, что такие классификации являются искусственными, но относят к ближайшим родственникам ели Коямы являются следующие виды: Picea abies — Ель обыкновенная, Picea asperata — Ель шероховатая, Picea crassifolia, Picea koraiensis — Ель корейская, Picea meyeri — Ель Мейера, Picea obovata — Ель сибирская и Picea retroflexa — Ель отогнутая.
Более того, некоторые ботаники считают ель корейскую подвидом ели Коямы.

## Синонимы
- Picea koyamai (orth. var.)